# خطة باراغواي 1969
في عام 1969، وافقت الحكومة الإسرائيلية برئاسة جولدا مائير على خطة لدفع 60 ألف فلسطيني لمغادرة غزة إلى باراغواي. في ذلك الوقت، كانت باراغواي يحكمها نظام ألفريدو سترويسنر، الذي وافق في عام 1967 على الاقتراح، حيث رأى الفلسطينيين كمهاجرين مثاليين من منطلق الحاجة إلى العمل بالإضافة إلى فكرة أن معظمهم من المسلمين لا يميلون إلى الشيوعية. في الوقت الذي تم فيه إبرام الاتفاقية، كانت إسرائيل قد انتصرت لتوها في حرب 1967، حيث احتلت قطاع غزة الذي يضم عددا كبيرا من السكان الفلسطينيين أرادت إسرائيل التخلص منهم، بالإضافة إلى شبه جزيرة سيناء والقدس الشرقية وهضبة الجولان والضفة الغربية. في حين أن تقديرات العدد الدقيق للفلسطينيين الذين تم إرسالهم إلى باراغواي بسبب المشروع تختلف، وتتراوح من "بضع عشرات" إلى "آلاف"، فمن المتفق عليه على نطاق واسع أن المشروع كان فاشلاً، حيث كان العدد الذي جعل الرحلة مجرد نسبة صغيرة من 60.000 فلسطيني في غزة تنوي حكومتا إسرائيل وباراغواي الوصول إليهم. وبموجب الخطة، تم إغراء الفلسطينيين في غزة بالانتقال إلى باراغواي من خلال "وكالات السفر" التي تم إنشاؤها في غزة لتشجيع الهجرة إلى باراغواي؛ حيث سيتم منح أولئك الذين سينتقلون إلى باراغواي مبلغا مقطوعا قدره 100 دولار لمرة واحدة، بينما ستدفع حكومة باراغواي 33 دولارًا لكل فلسطيني تقبله، وبعد خمس سنوات من الإقامة، سيصبحون مؤهلين للحصول على الجنسية. ومع ذلك، بعد وصولهم، بعد أن تُركوا في البلاد بموارد قليلة وبدون ضمان للعمل، أصبحوا معدمين. وقد تم إغراء العديد ممن ذهبوا للعيش بوعود كاذبة بأن يصبحوا مالكين للأراضي وتلقي المزيد من الدعم المالي، مما أدى إلى مزيد من الإحباط.

## روابط خارجية
- وثيقة: عندما قررت "إسرائيل" تهجير 60 ألف غزي إلى الباراغواي
- حاول الموساد تنفيذها وأفشلها هجوم "فدائي" مسلّح.. خطة إسرائيل السريّة لتوطين الفلسطينيين في باراغواي